# محاولة الاستفتاء على الدستور التنزاني 2015
محاولة الاستفتاء على الدستور التنزاني كان من المقرر إجراء استفتاء دستوري في تنزانيا في 30 أبريل 2015. مع ذلك أدى التأخير في تسجيل الناخبين إلى تأجيله.

## خلفية
في عام 2012 تم إنشاء لجنة مراجعة الدستور لاستطلاع الرأي العام حول مراجعة الدستور. وقد سلمت المسودة الأولى إلى الرئيس جاكايا كيكويتي في 30 ديسمبر 2013. وكانت المرحلة التالية هي إنشاء جمعية تأسيسية تتألف من نواب وأعضاء في مجلس النواب في زنجبار وأكثر من 200 عضو من الجمهور رشحهم الرئيس الزنجباري علي محمد شين.
في أبريل 2014 انسحبت أحزاب المعارضة الرئيسية الثلاثة من الجمعية، بدعوى تجاهل اقتراحاتها للإصلاح.
في يونيو 2016 أعلن الرئيس المنتخب حديثًا في البلاد جون بومبيه ماغوفولي أن حكومته ستضمن إنجاز الاستفتاء الدستوري مع الإشادة بسلفه على إطلاقه بنجاح. كما أعلن رئيس المفوضية القومية للانتخابات القاضي داميان لوبوفا أن عملية الاستفتاء ستستأنف من خلال مراجعة قانون الاستفتاء الدستوري لعام 2013، وبعد ذلك سيتم الإعلان رسميًا عن موعد الاستفتاء من قبل المفوضية القومية للانتخابات وهيئة الانتخابات.
أكد القاضي لوبوفا أن المفوضية القومية للانتخابات علقت عملية الاستفتاء في انتظار عملية تسجيل الناخبين غير المكتملة والانتخابات العامة لعام 2015.

## التغييرات المقترحة
يتضمن الدستور الجديد المقترح:
- تشكيل لجنة انتخابية مستقلة
- السماح بالطعن في نتائج الانتخابات الرئاسية قانونًا
- الحد من عدد الوزراء الذين يمكن للرئيس تعيينهم
- شرط أن يكون هناك تقسيم بنسبة 50/50 بين الرجال والنساء في الجمعية الوطنية
- ضمان حقوق ملكية الأرض المتساوية للمرأة